# Liga de Balompié Mexicano 2020-21
La Temporada 2020-21 de la Liga de Balompié Mexicano fue el primer torneo de esta competición. Comenzó el 14 de octubre de 2020 y finalizó el 31 de enero de 2021. El club Chapulineros de Oaxaca fue el campeón de la temporada y por lo tanto el primer monarca en la historia de la Liga.

## Formato de Competencia

### Campeonato de liga
Torneo largo, todos contra todos a dos vueltas. El equipo que acumule más puntos durante toda la campaña y es primer lugar de la tabla de clasificación se proclama campeón de liga y avanza automáticamente a la final del Campeón de Campeones.
El sistema de puntos es ligeramente distinto al de las demás ligas: se otorgan tres puntos por victoria; un punto por empate, siempre y cuando se anoten goles en el partido; y cero puntos por derrota.

### Cuadrangular de fase final
Los equipos ubicados entre el 2° y el 5° lugar de la tabla de clasificación, disputaron una serie semifinal a visita recíproca de la siguiente forma:
2° vs. 5°
3° vs. 4°
Los ganadores jugaron por el segundo boleto a la final del Campeón de Campeones. El criterio de desempate en semifinal es el siguiente:
1. Marcador global
2. Goles anotados como visitante
3. Tabla general

En la serie final, si el marcador global termina empatado después del partido de vuelta, se define automáticamente por tiros desde el punto penal.

### Campeón de campeones
El equipo ganador del campeonato de liga y el ganador de la cuadrangular de fase final, disputarán a visita recíproca el título de Campeón de Campeones de la Liga de Balompié Mexicano. Si el marcador global termina empatado después del partido de vuelta, se define automáticamente por tiros desde el punto penal. El partido de vuelta se jugará en el estadio del ganador del campeonato de liga, es decir, el 1° de la fase regular.

## Equipos participantes
| Club                      | Entrenador         | Ciudad                                    | Estadio                               | Capacidad | Fundación     | Patrocinador   | Kit   |
| ------------------------- | ------------------ | ----------------------------------------- | ------------------------------------- | --------- | ------------- | -------------- | ----- |
| Atlético Veracruz         | Lucas Ayala        | Veracruz, Veracruz de Ignacio de la Llave | Rafael Murillo Vidal                  | 3 800     | 2020(4 años)  | TBA            | Keuka |
| Chapulineros de Oaxaca    | Omar Arellano      | San Jerónimo Tlacochahuaya, Oaxaca        | Independiente MRCI                    | 5 000     | 1983(42 años) | MRCI           | Keuka |
| Furia Roja F. C.          | Andrés González    | Jesús María, Jalisco                      | Ramírez Nogales                       | 1 500     | 2020(4 años)  | Casa Don Ramón | Keuka |
| Industriales de Naucalpan | Ricardo Carbajal   | Naucalpan de Juárez, Estado de México     | José Ortega Martínez                  | 3 700     | 2020(4 años)  | TBA            | Keuka |
| Jaguares de Jalisco       | Juan Pablo García  | Tala, Jalisco                             | Centro Deportivo Cultural 24 de Marzo | 1 000     | 2020(4 años)  | TBA            | Keuka |
| Leones Dorados F. C.      | Antulio Padilla    | Teziutlán, Puebla                         | Municipal de Teziutlán                | 7 000     | 2020(4 años)  | TBA            | Keuka |
| Morelos F. C.             | Carlos Reinoso Jr. | Xochitepec, Morelos                       | Mariano Matamoros                     | 16 000    | 2020(4 años)  | TBA            | Keuka |
| Neza F. C.                | Julio Huerta       | Nezahualcóyotl, Estado de México          | Neza 86                               | 20 000    | 1991(33 años) | TBA            | Keuka |

Notas
- Los equipos Atlético Jalisco, Lobos Zacatepec y Acapulco FC iniciaron la competencia y disputaron algunos partidos, pero todos ellos fueron desafiliados por la liga al tener problemas económicos, especialmente en el pago de sueldos, además de incumplir otros requisitos para competir en el circuito.[7][8][9]
- El 1 de diciembre de 2020 se anunció el congelamiento de las franquicias Acaxees de Durango, Club Veracruzano de Fútbol Tiburón, Los Cabos Fútbol Club y San José Fútbol Club, por lo que dejaron de tomar parte de la competencia, aunque pueden reincorporarse en la siguiente temporada si estas logran mejorar sus condiciones económicas.[10][11]
- El 30 de diciembre de 2020 el club Halcones de Zapopan anunció que dejaría de participar en la temporada.[12] Posteriormente, el 12 de enero la directiva de la institución anunció su desvinculación total con la LBM y sus intenciones de competir en otra liga de fútbol profesional.
- El 4 de enero de 2021 el club Atlético Capitalino anunció su retiro de la competencia, debido a la complejidad que se vive en la CDMX por la pandemia del COVID-19.[13]
- El 5 de enero se anunció el fin de la temporada regular como consecuencia de la salida de los dos clubes mencionados anteriormente, se estableció el inicio de la liguilla para continuar con el torneo.

### Cambios de entrenadores
| Equipo         | Entrenador (jornadas)                           |
| -------------- | ----------------------------------------------- |
| Leones Dorados | Florencio Martínez (1) Antulio Padilla (2 - )   |
| Neza FC        | Germán Arangio (1 - 4) Julio Huerta (5 - )      |
| CVF Tiburón    | Carlos Cazarín (1 - 3) Daniel Bartolotta (4 - ) |

### Equipos por Entidad Federativa
Se muestran los 8 equipos que continúan participando en la ANBM.
| Estado           | N.º | Equipos               |
| ---------------- | --- | --------------------- |
| Jalisco          | 2   | Furia Roja y Jaguares |
| Estado de México | 2   | Industriales y Neza   |
| Morelos          | 1   | Morelos FC            |
| Puebla           | 1   | Leones Dorados        |
| Oaxaca           | 1   | Chapulineros          |
| Veracruz         | 1   | Atlético Veracruz     |

## Torneo regular
- El Calendario completo según el Twitter Oficial.
- Los horarios son correspondientes al Tiempo del Centro de México.[17]
- A partir de la jornada 5 el calendario puede ser modificado por la desafiliación de los clubes Jalisco, Lobos Zacatepec y Acapulco.[18] Debido a que la salida de los clubes se presentó durante el transcurso de la temporada, los partidos que serían disputados por estos equipos fueron otorgados a los rivales con marcador de 2-0.
- Antes de la jornada 8 se anunció el congelamiento de las franquicias pertenecientes a Acaxees de Durango, Club Veracruzano de Fútbol Tiburón, Los Cabos Fútbol Club y San José Fútbol Club, por lo que continúa la modificación del calendario respecto a lo planteado originalmente y una posible aplicación de resultados otorgados en sus juegos programados.
- Debido a los juegos otorgados, algunos clubes podrían tener disputados dos partidos en una sola jornada, sin embargo, para facilitar la lectura del artículo, solo se muestran los partidos que fueron disputados en el terreno de juego y no los que fueron otorgados por reglamento.

| Partido Inaugural | Partido Inaugural | Partido Inaugural | Partido Inaugural | Partido Inaugural | Partido Inaugural | Partido Inaugural |
| Local             | Resultado         | Visitante         | Estadio           | Fecha             | Hora              |                   |
| ----------------- | ----------------- | ----------------- | ----------------- | ----------------- | ----------------- | ----------------- |
| San José F. C.    | 0 - 2             | Morelos F. C.     | Tres de Marzo     | 14 de octubre     | 19:00             |                   |

| Jornada 1                 | Jornada 1 | Jornada 1              | Jornada 1                          | Jornada 1         | Jornada 1         | Jornada 1 |
| Local                     | Resultado | Visitante              | Estadio                            | Fecha             | Hora              |           |
| ------------------------- | --------- | ---------------------- | ---------------------------------- | ----------------- | ----------------- | --------- |
| Los Cabos F. C.           | Anulado   | Acaxees de Durango     | Unidad Deportiva Leonardo Gastelum | 16 de octubre     | 19:00             |           |
| Jaguares de Jalisco       | 0 - 0     | Chapulineros de Oaxaca | Tres de Marzo                      | 16 de octubre     | 20:00             |           |
| C. V. F. Tiburón          | Anulado   | Atlético Jalisco       | USBI Xalapa                        | 17 de octubre     | 15:00             |           |
| Atlético Capitalino       | 2 - 0     | Acapulco F. C.         | Jesús Martínez "Palillo"           | 17 de octubre     | 16:00             |           |
| Industriales de Naucalpan | 1 - 1     | Furia Roja F. C.       | José Ortega Martínez               | 18 de octubre     | 12:00             |           |
| Halcones de Zapopan       | 2 - 0     | C. D. Lobos Zacatepec  | Tres de Marzo                      | 18 de octubre     | 12:00             |           |
| Morelos F. C.             | 5 - 0     | Leones Dorados F. C.   | Mariano Matamoros                  | 18 de octubre     | 12:00             |           |
| Neza F. C.                | 2 - 0     | San José F. C.         | Jesús Martínez "Palillo"           | 18 de octubre     | 16:00             |           |
| DESCANSO:                 | DESCANSO: | DESCANSO:              | Atlético Veracruz                  | Atlético Veracruz | Atlético Veracruz |           |

| Jornada 2            | Jornada 2 | Jornada 2              | Jornada 2                 | Jornada 2                 | Jornada 2        | Jornada 2 |
| Local                | Resultado | Visitante              | Estadio                   | Fecha                     | Hora             |           |
| -------------------- | --------- | ---------------------- | ------------------------- | ------------------------- | ---------------- | --------- |
| Acapulco F. C.       | 0 - 2     | Chapulineros de Oaxaca | Unidad Deportiva Acapulco | 23 de octubre             | 17:00            |           |
| San José F. C.       | Anulado   | C. V. F. Tiburón       | Juanito Chávez            | 25 de octubre             | 12:00            |           |
| Atlético Jalisco     | 0 - 2     | Jaguares de Jalisco    | Tres de Marzo             | 25 de octubre             | 12:00            |           |
| Leones Dorados F. C. | 0 - 1     | Neza F. C.             | Municipal de Teziutlán    | 25 de octubre             | 13:00            |           |
| Atlético Veracruz    | 3 - 3     | Halcones de Zapopan    | Luis "Pirata" Fuente      | 25 de octubre             | 16:00            |           |
| DESCANSO:            | DESCANSO: | Atlético Capitalino    | Morelos F. C.             | Industriales de Naucalpan | Furia Roja F. C. |           |

| Jornada 3                 | Jornada 3 | Jornada 3            | Jornada 3            | Jornada 3      | Jornada 3 | Jornada 3 |
| Local                     | Resultado | Visitante            | Estadio              | Fecha          | Hora      |           |
| ------------------------- | --------- | -------------------- | -------------------- | -------------- | --------- | --------- |
| Halcones de Zapopan       | 2 - 1     | Atlético Capitalino  | Tres de Marzo        | 29 de octubre  | 18:00     |           |
| Jaguares de Jalisco       | 2 - 0     | San José F. C.       | Tres de Marzo        | 30 de octubre  | 20:00     |           |
| Morelos F. C.             | 0 - 1     | Furia Roja F. C.     | Mariano Matamoros    | 31 de octubre  | 15:00     |           |
| Chapulineros de Oaxaca    | 3 - 1     | Jalisco              | Independiente MRCI   | 31 de octubre  | 16:00     |           |
| Industriales de Naucalpan | 0 - 1     | Atlético Veracruz    | José Ortega Martínez | 1 de noviembre | 12:00     |           |
| C. V. F. Tiburón          | 0 - 2     | Leones Dorados F. C. | Los Héroes           | 1 de noviembre | 15:00     |           |
| Neza F. C.                | 2 - 0     | Acaxees de Durango   | San Cristóbal        | 1 de noviembre | 16:00     |           |

| Jornada 4             | Jornada 4 | Jornada 4                 | Jornada 4                | Jornada 4           | Jornada 4           | Jornada 4 |
| Local                 | Resultado | Visitante                 | Estadio                  | Fecha               | Hora                |           |
| --------------------- | --------- | ------------------------- | ------------------------ | ------------------- | ------------------- | --------- |
| Atlético Capitalino   | 1 - 4     | Industriales de Naucalpan | Jesús Martínez "Palillo" | 7 de noviembre      | 12:00               |           |
| C. D. Lobos Zacatepec | 0 - 2     | Morelos F. C.             | Agustín Coruco Díaz      | 7 de noviembre      | 16:00               |           |
| San José F. C.        | 1 - 3     | Chapulineros de Oaxaca    | Juanito Chávez           | 8 de noviembre      | 12:00               |           |
| Leones Dorados F. C.  | 0 - 4     | Jaguares de Jalisco       | Municipal de Teziutlán   | 8 de noviembre      | 13:00               |           |
| Furia Roja F. C.      | 3 - 1     | Neza F. C.                | Ramírez Nogales          | 8 de noviembre      | 16:00               |           |
| Atlético Veracruz     | 3 - 1     | Los Cabos F. C.           | Luis "Pirata" Fuente     | 8 de noviembre      | 17:00               |           |
| DESCANSO:             | DESCANSO: | Halcones de Zapopan       | Halcones de Zapopan      | Halcones de Zapopan | Halcones de Zapopan |           |

| Jornada 5              | Jornada 5 | Jornada 5                 | Jornada 5                          | Jornada 5       | Jornada 5      | Jornada 5 |
| Local                  | Resultado | Visitante                 | Estadio                            | Fecha           | Hora           |           |
| ---------------------- | --------- | ------------------------- | ---------------------------------- | --------------- | -------------- | --------- |
| Acapulco F. C.         | 0 - 2     | Halcones de Zapopan       | Unidad Deportiva Acapulco          | 13 de noviembre | 20:30          |           |
| Morelos F. C.          | 3 - 3     | Atlético Veracruz         | Mariano Matamoros                  | 14 de noviembre | 15:00          |           |
| Chapulineros de Oaxaca | 7 - 0     | Leones Dorados F. C.      | Independiente MRCI                 | 14 de noviembre | 16:00          |           |
| Los Cabos F. C.        | 0 - 2     | Atlético Capitalino       | Unidad Deportiva Leonardo Gastelum | 15 de noviembre | 10:00          |           |
| Jaguares de Jalisco    | 7 - 0     | Acaxees de Durango        | C.D.C. 24 de Marzo                 | 15 de noviembre | 12:00          |           |
| DESCANSO:              | DESCANSO: | Industriales de Naucalpan | Furia Roja F. C.                   | Neza F. C.      | San José F. C. |           |

| Jornada 6           | Jornada 6 | Jornada 6                 | Jornada 6                | Jornada 6       | Jornada 6  | Jornada 6 |
| Local               | Resultado | Visitante                 | Estadio                  | Fecha           | Hora       |           |
| ------------------- | --------- | ------------------------- | ------------------------ | --------------- | ---------- | --------- |
| Halcones de Zapopan | 1 - 1     | Industriales de Naucalpan | Tres de Marzo            | 19 de noviembre | 19:45      |           |
| Atlético Capitalino | 1 - 2     | Morelos F. C.             | Jesús Martínez "Palillo" | 21 de noviembre | 12:00      |           |
| Acaxees de Durango  | 0 - 2     | Chapulineros de Oaxaca    | Francisco Zarco          | 21 de noviembre | 16:00      |           |
| Furia Roja F. C.    | 0 - 2     | Jaguares de Jalisco       | Ramírez Nogales          | 22 de noviembre | 16:00      |           |
| DESCANSO:           | DESCANSO: | Atlético Veracruz         | Leones Dorados F. C.     | Neza F. C.      | Neza F. C. |           |

| Jornada 7              | Jornada 7 | Jornada 7                 | Jornada 7                 | Jornada 7            | Jornada 7            | Jornada 7 |
| Local                  | Resultado | Visitante                 | Estadio                   | Fecha                | Hora                 |           |
| ---------------------- | --------- | ------------------------- | ------------------------- | -------------------- | -------------------- | --------- |
| Los Cabos F. C.        | 0 - 2     | Halcones de Zapopan       | Leonardo Gastelum         | 27 de noviembre      | 16:00                |           |
| Chapulineros de Oaxaca | 2 - 2     | Furia Roja F. C.          | Independiente MRCI        | 28 de noviembre      | 16:00                |           |
| Neza F. C.             | 2 - 2     | Atlético Capitalino       | Neza 86                   | 29 de noviembre      | 15:00                |           |
| Morelos F. C.          | 1 - 2     | Jaguares de Jalisco       | Mariano Matamoros         | 29 de noviembre      | 15:00                |           |
| C. V. F. Tiburón       | 0 - 2     | Atlético Veracruz         | Los Héroes                | 29 de noviembre      | 15:00                |           |
| DESCANSO:              | DESCANSO: | Industriales de Naucalpan | Industriales de Naucalpan | Leones Dorados F. C. | Leones Dorados F. C. |           |

| Jornada 8                 | Jornada 8 | Jornada 8              | Jornada 8                | Jornada 8      | Jornada 8 | Jornada 8 |
| Local                     | Resultado | Visitante              | Estadio                  | Fecha          | Hora      |           |
| ------------------------- | --------- | ---------------------- | ------------------------ | -------------- | --------- | --------- |
| Halcones de Zapopan       | 2 - 0     | Morelos F. C.          | Tres de Marzo            | 3 de diciembre | 19:45     |           |
| Atlético Capitalino       | 1 - 0     | Chapulineros de Oaxaca | Jesús Martínez "Palillo" | 5 de diciembre | 12:00     |           |
| Industriales de Naucalpan | 3 - 3     | Neza F. C.             | José Ortega Martínez     | 6 de diciembre | 12:00     |           |
| Jaguares de Jalisco       | 2 - 2     | Atlético Veracruz      | C.D.C. 24 de Marzo       | 6 de diciembre | 12:00     |           |
| Furia Roja F. C.          | 5 - 0     | Leones Dorados F. C.   | Ramírez Nogales          | 6 de diciembre | 16:00     |           |

| Jornada 9              | Jornada 9 | Jornada 9                 | Jornada 9          | Jornada 9            | Jornada 9            | Jornada 9 |
| Local                  | Resultado | Visitante                 | Estadio            | Fecha                | Hora                 |           |
| ---------------------- | --------- | ------------------------- | ------------------ | -------------------- | -------------------- | --------- |
| Jaguares de Jalisco    | 0 - 0     | Atlético Capitalino       | C.D.C. 24 de Marzo | 11 de diciembre      | 15:00                |           |
| Morelos F. C.          | 0 - 1     | Industriales de Naucalpan | Mariano Matamoros  | 12 de diciembre      | 15:00                |           |
| Chapulineros de Oaxaca | 4 - 1     | Atlético Veracruz         | Independiente MRCI | 12 de diciembre      | 16:00                |           |
| Neza F. C.             | 2 - 2     | Halcones de Zapopan       | Neza 86            | 16 de diciembre      | 15:00                |           |
| DESCANSO:              | DESCANSO: | Furia Roja F. C.          | Furia Roja F. C.   | Leones Dorados F. C. | Leones Dorados F. C. |           |

## Tabla general
| Pos. | Equipo                    | Pts. | PJ | G | E | P | GF | GC | Dif. | Clasificación |
| ---- | ------------------------- | ---- | -- | - | - | - | -- | -- | ---- | ------------- |
| 1    | Furia Roja F. C.          | 23   | 10 | 7 | 2 | 1 | 20 | 6  | +14  | Semifinales   |
| 2    | Jaguares de Jalisco       | 22   | 10 | 7 | 3 | 0 | 23 | 3  | +20  | Triangular    |
| 3    | Chapulineros de Oaxaca    | 22   | 10 | 7 | 2 | 1 | 23 | 4  | +19  | Triangular    |
| 4    | Industriales de Naucalpan | 21   | 10 | 6 | 3 | 1 | 18 | 7  | +11  | Triangular    |
| 5    | Morelos F. C.             | 16   | 10 | 5 | 1 | 4 | 17 | 10 | +7   | Triangular    |
| 6    | Neza F. C.                | 15   | 8  | 4 | 3 | 1 | 15 | 10 | +5   | Triangular    |
| 7    | Atlético Veracruz         | 12   | 7  | 3 | 3 | 1 | 15 | 13 | +2   | Triangular    |
| 8    | Leones Dorados F. C.      | 12   | 9  | 4 | 0 | 5 | 12 | 22 | −10  |               |
| 9    | Halcones de Zapopan       | 18   | 8  | 5 | 3 | 0 | 16 | 7  | +9   | Retirado      |
| 10   | Atlético Capitalino       | 13   | 9  | 4 | 2 | 3 | 12 | 10 | +2   | Retirado      |
| 11   | Los Cabos F. C.           | 0    | 5  | 0 | 0 | 5 | 1  | 11 | −10  | Retirado      |
| 12   | C. V. F. Tiburón          | 0    | 5  | 0 | 0 | 5 | 0  | 10 | −10  | Retirado      |
| 13   | San José F. C.            | 0    | 6  | 0 | 0 | 6 | 1  | 13 | −12  | Retirado      |
| 14   | Acaxees de Durango        | 0    | 6  | 0 | 0 | 6 | 0  | 17 | −17  | Retirado      |
| 15   | Acapulco F. C.            | 0    | 4  | 0 | 0 | 4 | 0  | 8  | −8   | Desafiliado   |
| 16   | Jalisco                   | 0    | 4  | 0 | 0 | 4 | 1  | 9  | −8   | Desafiliado   |
| 17   | C. D. Lobos Zacatepec     | 0    | 6  | 0 | 0 | 6 | 0  | 12 | −12  | Desafiliado   |

Actualizado a los partidos jugados el 16 de diciembre de 2020.
 Fuente: BeSoccer
Criterios de clasificación: Puntos · Diferencia de goles · Goles a favor · Play-off

### Evolución de la clasificación
| Jornada            | 1  | 2   | 3  | 4  | 5  | 6   | 7   | 8   | 9   |
| Equipo             |    |     |    |    |    |     |     |     |     |
| ------------------ | -- | --- | -- | -- | -- | --- | --- | --- | --- |
| Furia Roja         | 8  | 12* | 6* | 4* | 5† | 11† | 8†  | 2†  | 1†  |
| Jaguares Jal.      | 11 | 13  | 14 | 7  | 4  | 3   | 1   | 1   | 2   |
| Chapulineros       | 10 | 8   | 2  | 1  | 1  | 1   | 2   | 3   | 3   |
| Industriales Nauc. | 7  | 11  | 13 | 9  | 11 | 9   | 3*  | 4   | 4   |
| Halcones Zap.      | 14 | 14  | 8  | 11 | 10 | 5   | 5   | 5   | 5   |
| Morelos            | 2+ | 3*  | 9* | 8* | 9* | 6*  | 6*  | 6*  | 6*  |
| Neza               | 16 | 5   | 3  | 7  | 8  | 8*  | 10* | 7*  | 7*  |
| At. Capitalino     | 5  | 7   | 12 | 14 | 12 | 12  | 9   | 9   | 8   |
| At. Veracruz.      | 9  | 10  | 5  | 3  | 3  | 10* | 4*  | 8*  | 9*  |
| Leones Dorados     | 17 | 17  | 17 | 17 | 14 | 13  | 10* | 10* | 10* |

Notas
- #: Indica la posición del equipo en su jornada de descanso.
- *: Equipo con un partido pendiente en esa jornada.
- †: Equipo con dos partidos pendientes en esa jornada.
- ω: Equipo con tres partidos pendientes en esa jornada.
- +: Equipo con un partido adicional en esa jornada.

## Liguilla
El 5 de enero de 2021 se anunció la finalización de la fase regular de la temporada con el objetivo de reestructurar la competencia a partir de la siguiente temporada. Se determinó que el líder general se clasificara directamente a las semifinales, mientras que los equipos ubicados entre el lugar 2 y el 7 jugarán una ronda de cuartos de final denominada como triangular.
|  | Triangular       | Triangular             | Triangular       |                   |   | Semifinales       | Semifinales | Semifinales |  |   | Final                                  | Final                                  | Final                                  | Final                                  | Final                                  |  |
|  | 16 y 17 de enero | 16 y 17 de enero       | 16 y 17 de enero |                   |   | 24 de enero       | 24 de enero | 24 de enero |  |   | 28 de enero (ida) 31 de enero (vuelta) | 28 de enero (ida) 31 de enero (vuelta) | 28 de enero (ida) 31 de enero (vuelta) | 28 de enero (ida) 31 de enero (vuelta) | 28 de enero (ida) 31 de enero (vuelta) |  |
|  |                  |                        |                  |                   |   |                   |             |             |  |   |                                        |                                        |                                        |                                        |                                        |  |
|  |                  |                        |                  |                   |   |                   |             |             |  |   |                                        |                                        |                                        |                                        |                                        |  |
|  |                  |                        |                  |                   |   |                   |             |             |  |   |                                        |                                        |                                        |                                        |                                        |  |
|  |                  |                        |                  |                   |   |                   |             |             |  |   |                                        |                                        |                                        |                                        |                                        |  |
|  |                  |                        |                  |                   |   |                   |             |             |  |   |                                        |                                        |                                        |                                        |                                        |  |
|  |                  | 1                      | Furia Roja       | 1                 |   |                   |             |             |  |   |                                        |                                        |                                        |                                        |                                        |  |
|  |                  |                        |                  | 1                 |   |                   |             |             |  |   |                                        |                                        |                                        |                                        |                                        |  |
|  |                  |                        | 3                | Chapulineros      | 3 |                   |             |             |  |   |                                        |                                        |                                        |                                        |                                        |  |
|  | 3                | Chapulineros           | 3                | Chapulineros      | 3 | 1                 |             |             |  |   |                                        |                                        |                                        |                                        |                                        |  |
|  | 3                | Chapulineros           |                  |                   |   |                   |             |             |  |   |                                        |                                        |                                        |                                        |                                        |  |
|  | 5                | Morelos                | 0                |                   |   |                   |             |             |  |   |                                        |                                        |                                        |                                        |                                        |  |
|  | 5                | Morelos                | 0                |                   |   |                   |             |             |  | 3 | Chapulineros (pen.)                    | 0                                      | 3                                      | 3 (4)                                  |                                        |  |
|  |                  |                        |                  |                   |   |                   |             |             |  | 3 | Chapulineros (pen.)                    | 0                                      | 3                                      | 3 (4)                                  |                                        |  |
|  |                  |                        | 7                | Atlético Veracruz | 2 | 1                 | 3 (2)       |             |  |   |                                        |                                        |                                        |                                        |                                        |  |
|  | 2                | Jaguares               | 7                | Atlético Veracruz | 2 | 1                 | 3 (2)       | 0           |  |   |                                        |                                        |                                        |                                        |                                        |  |
|  | 2                | Jaguares               |                  |                   |   |                   |             | 0           |  |   |                                        |                                        |                                        |                                        |                                        |  |
|  | 7                | Atlético Veracruz (w.) | 3                |                   |   |                   |             |             |  |   |                                        |                                        |                                        |                                        |                                        |  |
|  | 7                | Atlético Veracruz (w.) | 3                |                   | 7 | Atlético Veracruz | 2           |             |  |   |                                        |                                        |                                        |                                        |                                        |  |
|  |                  |                        |                  |                   | 7 | Atlético Veracruz | 2           |             |  |   |                                        |                                        |                                        |                                        |                                        |  |
|  |                  |                        | 4                | Industriales      | 0 |                   |             |             |  |   |                                        |                                        |                                        |                                        |                                        |  |
|  | 4                | Industriales           | 4                | Industriales      | 0 | 3                 |             |             |  |   |                                        |                                        |                                        |                                        |                                        |  |
|  | 4                | Industriales           |                  |                   |   |                   |             |             |  |   |                                        |                                        |                                        |                                        |                                        |  |
|  | 6                | Neza                   | 1                |                   |   |                   |             |             |  |   |                                        |                                        |                                        |                                        |                                        |  |
|  | 6                | Neza                   | 1                |                   |   |                   |             |             |  |   |                                        |                                        |                                        |                                        |                                        |  |
|  |                  |                        |                  |                   |   |                   |             |             |  |   |                                        |                                        |                                        |                                        |                                        |  |

### Triangular
| 16 de enero de 2021               | Chapulineros de Oaxaca | 1:0 (1:0) | Morelos | Estadio Independiente MRCI, San Jerónimo Tlacochahuaya |                            |
| 16:00                             | E. Hernández 42'       | Reporte   |         | Asistencia: 0 espectadores                             | Asistencia: 0 espectadores |
| Chapulineros avanzó a semifinales |                        |           |         |                                                        |                            |

| 17 de enero de 2021 | Jaguares de Jalisco | 0:3 (No jugado) | Atlético Veracruz | Rancho Los Adobes, Zapopan |                            |
| 12:00 |                     | Reporte         |                   | Asistencia: 0 espectadores | Asistencia: 0 espectadores |
| Atlético Veracruz se negó a saltar al terreno de juego debido a que el campo no contaba con las medidas sanitarias necesarias ante la pandemia de COVID-19. El 19 de enero la LBM le otorgó la victoria al Atlético Veracruz debido a que su rival no cumplió con los requisitos en su estadio. |                     |                 |                   |                            |                            |

| 17 de enero de 2021                            | Industriales de Naucalpan            | 3:1 (0:1) | Neza | Campo desconocido, Naucalpan |                            |
| 12:00                                          | L. Loroña 49' · 60' · J.P. Marín 86' | Reporte   | 45'  | Asistencia: 0 espectadores   | Asistencia: 0 espectadores |
| Industriales de Naucalpan avanzó a semifinales |                                      |           |      |                              |                            |

### Semifinales
| 24 de enero de 2021            | Furia Roja | 1:3 (0:1) | Chapulineros de Oaxaca                         | Estadio Ramírez Nogales, Jesús María |                            |
| 15:00                          | Pájaro 64' | Reporte   | V. Lojero 10' · N. Maya 54' · J. Santillán 60' | Asistencia: 0 espectadores           | Asistencia: 0 espectadores |
| Chapulineros avanzó a la final |            |           |                                                |                                      |                            |

| 24 de enero de 2021                 | Atlético Veracruz                | 2:0 (2:0) | Industriales de Naucalpan | Estadio Rafael Murillo Vidal, Córdoba |                            |
| 12:00                               | M. López 23' · C. Bermúdez 36' · | Reporte   |                           | Asistencia: 0 espectadores            | Asistencia: 0 espectadores |
| Atlético Veracruz avanzó a la Final |                                  |           |                           |                                       |                            |

### Final
| 28 de enero de 2021 | Atlético Veracruz | 2:0 (0:0) | Chapulineros de Oaxaca | Estadio Rafael Murillo Vidal, Córdoba |  |
| 13:00               | Araiza 83' · 90'  | Reporte   |                        |                                       |  |

| 31 de enero de 2021                                                          | Chapulineros de Oaxaca                                | 3:1 (2:0) (t. s.)(4:2 p.)  | Atlético Veracruz            | Estadio Independiente MRCI, San Jerónimo Tlacochahuaya     |                                                            |
| 15:45                                                                        | V. Lojero 12' · O. Arellano 32', 79'                  | Reporte                    | P. Esquivel 89'              | Asistencia: 0 espectadores Árbitro(s): Roberto Ríos Jácome | Asistencia: 0 espectadores Árbitro(s): Roberto Ríos Jácome |
|                                                                              |                                                       | Tiros desde el punto penal |                              |                                                            |                                                            |
|                                                                              | O. Arellano · A. García · R. Maldonado · C. Gutiérrez |                            | J. Espericueta · H. Preciado |                                                            |                                                            |
| Chapulineros de Oaxaca es el campeón de la Liga de Balompié Mexicano 2020-21 |                                                       |                            |                              |                                                            |                                                            |

#### Final - Ida
| 33    | POR   | Héctor Preciado      |     |
| 6     | DEF   | Obed Martínez        | 65' |
| 3     | DEF   | Giovanni León        |     |
| 5     | DEF   | Manuel López         |     |
| 4     | DEF   | Néstor Olguín        |     |
| 7     | MED   | Moisés Velasco       |     |
| 11    | MED   | Pedro Esquivel       | 90' |
| 8     | MED   | Jonathan Espericueta |     |
| 10    | MED   | Christian Bermúdez   |     |
| 14    | MED   | Alan Araiza          |     |
| 40    | DEL   | Carlo Vázquez        | 81' |
| D. T. | D. T. | Lucas Ayala          |     |

| 30    | POR   | Luis Robles           |     |
| 24    | DEF   | Abel Fuentes          |     |
| 5     | DEF   | Francisco Santillán   |     |
| 3     | DEF   | Carlos Gutiérrez      |     |
| 23    | MED   | Richard Ruíz          |     |
| 18    | MED   | Noé Maya              |     |
| 6     | MED   | Edwin Hernández       | 86' |
| 11    | MED   | David Ávalos          | 75' |
| 8     | MED   | David Sánchez         | 67' |
| 7     | DEL   | Víctor Lojero         | 80' |
| 99    | DEL   | Omar Arellano Riverón |     |
| D. T. | D. T. | Omar Arellano         |     |

| 21 | Delantero | Juan Kayser   | 65' |
| 9  | Delantero | Nicolás Ankia | 81' |
| 34 | Defensa   | Marlon Campos | 90' |

| 19 | Delantero      | Ramón Maldonado | 67' |
| 4  | Centrocampista | Luis Martínez   | 75' |
| 13 | Centrocampista | Alan García     | 80' |
| 14 | Delantero      | Donato Estala   | 86' |

| 84' · 90' | Alan Araiza TBA | 1:0 2:0 |

| Alineación inicial |

| 33    | POR   | Héctor Preciado      |     |
| 6     | DEF   | Obed Martínez        | 65' |
| 3     | DEF   | Giovanni León        |     |
| 5     | DEF   | Manuel López         |     |
| 4     | DEF   | Néstor Olguín        |     |
| 7     | MED   | Moisés Velasco       |     |
| 11    | MED   | Pedro Esquivel       | 90' |
| 8     | MED   | Jonathan Espericueta |     |
| 10    | MED   | Christian Bermúdez   |     |
| 14    | MED   | Alan Araiza          |     |
| 40    | DEL   | Carlo Vázquez        | 81' |
| D. T. | D. T. | Lucas Ayala          |     |

| 30    | POR   | Luis Robles           |     |
| 24    | DEF   | Abel Fuentes          |     |
| 5     | DEF   | Francisco Santillán   |     |
| 3     | DEF   | Carlos Gutiérrez      |     |
| 23    | MED   | Richard Ruíz          |     |
| 18    | MED   | Noé Maya              |     |
| 6     | MED   | Edwin Hernández       | 86' |
| 11    | MED   | David Ávalos          | 75' |
| 8     | MED   | David Sánchez         | 67' |
| 7     | DEL   | Víctor Lojero         | 80' |
| 99    | DEL   | Omar Arellano Riverón |     |
| D. T. | D. T. | Omar Arellano         |     |

| 21 | Delantero | Juan Kayser   | 65' |
| 9  | Delantero | Nicolás Ankia | 81' |
| 34 | Defensa   | Marlon Campos | 90' |

| 19 | Delantero      | Ramón Maldonado | 67' |
| 4  | Centrocampista | Luis Martínez   | 75' |
| 13 | Centrocampista | Alan García     | 80' |
| 14 | Delantero      | Donato Estala   | 86' |

| 84' · 90' | Alan Araiza TBA | 1:0 2:0 |

| Alineación inicial |

| 33    | POR   | Héctor Preciado      |     |
| 6     | DEF   | Obed Martínez        | 65' |
| 3     | DEF   | Giovanni León        |     |
| 5     | DEF   | Manuel López         |     |
| 4     | DEF   | Néstor Olguín        |     |
| 7     | MED   | Moisés Velasco       |     |
| 11    | MED   | Pedro Esquivel       | 90' |
| 8     | MED   | Jonathan Espericueta |     |
| 10    | MED   | Christian Bermúdez   |     |
| 14    | MED   | Alan Araiza          |     |
| 40    | DEL   | Carlo Vázquez        | 81' |
| D. T. | D. T. | Lucas Ayala          |     |

| 30    | POR   | Luis Robles           |     |
| 24    | DEF   | Abel Fuentes          |     |
| 5     | DEF   | Francisco Santillán   |     |
| 3     | DEF   | Carlos Gutiérrez      |     |
| 23    | MED   | Richard Ruíz          |     |
| 18    | MED   | Noé Maya              |     |
| 6     | MED   | Edwin Hernández       | 86' |
| 11    | MED   | David Ávalos          | 75' |
| 8     | MED   | David Sánchez         | 67' |
| 7     | DEL   | Víctor Lojero         | 80' |
| 99    | DEL   | Omar Arellano Riverón |     |
| D. T. | D. T. | Omar Arellano         |     |

| 21 | Delantero | Juan Kayser   | 65' |
| 9  | Delantero | Nicolás Ankia | 81' |
| 34 | Defensa   | Marlon Campos | 90' |

| 19 | Delantero      | Ramón Maldonado | 67' |
| 4  | Centrocampista | Luis Martínez   | 75' |
| 13 | Centrocampista | Alan García     | 80' |
| 14 | Delantero      | Donato Estala   | 86' |

| 84' · 90' | Alan Araiza TBA | 1:0 2:0 |

| Alineación inicial |

| 33    | POR   | Héctor Preciado      |     |
| 6     | DEF   | Obed Martínez        | 65' |
| 3     | DEF   | Giovanni León        |     |
| 5     | DEF   | Manuel López         |     |
| 4     | DEF   | Néstor Olguín        |     |
| 7     | MED   | Moisés Velasco       |     |
| 11    | MED   | Pedro Esquivel       | 90' |
| 8     | MED   | Jonathan Espericueta |     |
| 10    | MED   | Christian Bermúdez   |     |
| 14    | MED   | Alan Araiza          |     |
| 40    | DEL   | Carlo Vázquez        | 81' |
| D. T. | D. T. | Lucas Ayala          |     |

| 30    | POR   | Luis Robles           |     |
| 24    | DEF   | Abel Fuentes          |     |
| 5     | DEF   | Francisco Santillán   |     |
| 3     | DEF   | Carlos Gutiérrez      |     |
| 23    | MED   | Richard Ruíz          |     |
| 18    | MED   | Noé Maya              |     |
| 6     | MED   | Edwin Hernández       | 86' |
| 11    | MED   | David Ávalos          | 75' |
| 8     | MED   | David Sánchez         | 67' |
| 7     | DEL   | Víctor Lojero         | 80' |
| 99    | DEL   | Omar Arellano Riverón |     |
| D. T. | D. T. | Omar Arellano         |     |

| 21 | Delantero | Juan Kayser   | 65' |
| 9  | Delantero | Nicolás Ankia | 81' |
| 34 | Defensa   | Marlon Campos | 90' |

| 19 | Delantero      | Ramón Maldonado | 67' |
| 4  | Centrocampista | Luis Martínez   | 75' |
| 13 | Centrocampista | Alan García     | 80' |
| 14 | Delantero      | Donato Estala   | 86' |

| 84' · 90' | Alan Araiza TBA | 1:0 2:0 |

| Alineación inicial |

#### Final - Vuelta
| 30    | POR   | Luis Robles           |      |
| 24    | DEF   | Abel Fuentes          |      |
| 3     | DEF   | Carlos Gutiérrez      |      |
| 5     | DEF   | Javier Santillán      |      |
| 6     | DEF   | Edwin Hernández       |      |
| 23    | MED   | Richard Ruíz          | 99'  |
| 8     | MED   | David Sánchez         | 85'  |
| 11    | MED   | David Ávalos          | 75'  |
| 18    | MED   | Noé Maya              |      |
| 7     | DEL   | Víctor Lojero         | 117' |
| 99    | DEL   | Omar Arellano Riverón |      |
| D. T. | D. T. | Omar Arellano         |      |

| 33    | POR   | Héctor Preciado      |     |
| 3     | DEF   | Giovanni León        |     |
| 4     | DEF   | Néstor Olguín        | 37' |
| 5     | DEF   | Manuel López         |     |
| 6     | DEF   | Obed Martínez        | 82' |
| 14    | DEF   | Alan Araiza          | 61' |
| 8     | MED   | Jonathan Espericueta |     |
| 17    | MED   | Pedro Esquivel       |     |
| 7     | MED   | Moisés Velasco       | 87' |
| 10    | MED   | Christian Bermúdez   |     |
| 40    | DEL   | Carlo Vázquez        |     |
| D. T. | D. T. | Lucas Ayala          |     |

| 9  | Delantero      | Michel Vázquez | 75'  |
| 4  | Centrocampista | Luis Martínez  | 85'  |
| 13 | Centrocampista | Alan García    | 99'  |
| 14 | Delantero      | Donato Estala  | 117' |

| 21 | Delantero      | Juan Kayser          | 37' |
| 37 | Centrocampista | Mark Andros          | 61' |
| 9  | Delantero      | Nicolás Ankia 99'    | 82' |
| 19 | Centrocampista | Leonardo Carmona 90' | 87' |
| 32 | Centrocampista | Alan Escoto          | 90' |
| 34 | Defensa        | Marlon Campos        | 99' |

| 12' · 32' · 79' | Víctor Lojero Omar Arellano Riverón | 1:0 2:0 3:0 |

| 89' | Pedro Esquivel | 3:1 |

| Acierto de penal · Acierto de penal · Acierto de penal · Acierto de penal | Omar Arellano Riverón Alan García Ramón Maldonado Carlos Gutiérrez |  |

| Acierto de penal · Acierto de penal | Jonathan Espericueta Héctor Preciado |  |

| 5' · 101' | Omar Arellano Riverón Abel Fuentes |

| Principal  | Roberto Ríos Jácome |
| Asistentes | Lixy Enríquez       |
|            | Israel Reyes        |
| Cuarto     | Baruch Absalón      |

| Alineación inicial |

| 30    | POR   | Luis Robles           |      |
| 24    | DEF   | Abel Fuentes          |      |
| 3     | DEF   | Carlos Gutiérrez      |      |
| 5     | DEF   | Javier Santillán      |      |
| 6     | DEF   | Edwin Hernández       |      |
| 23    | MED   | Richard Ruíz          | 99'  |
| 8     | MED   | David Sánchez         | 85'  |
| 11    | MED   | David Ávalos          | 75'  |
| 18    | MED   | Noé Maya              |      |
| 7     | DEL   | Víctor Lojero         | 117' |
| 99    | DEL   | Omar Arellano Riverón |      |
| D. T. | D. T. | Omar Arellano         |      |

| 33    | POR   | Héctor Preciado      |     |
| 3     | DEF   | Giovanni León        |     |
| 4     | DEF   | Néstor Olguín        | 37' |
| 5     | DEF   | Manuel López         |     |
| 6     | DEF   | Obed Martínez        | 82' |
| 14    | DEF   | Alan Araiza          | 61' |
| 8     | MED   | Jonathan Espericueta |     |
| 17    | MED   | Pedro Esquivel       |     |
| 7     | MED   | Moisés Velasco       | 87' |
| 10    | MED   | Christian Bermúdez   |     |
| 40    | DEL   | Carlo Vázquez        |     |
| D. T. | D. T. | Lucas Ayala          |     |

| 9  | Delantero      | Michel Vázquez | 75'  |
| 4  | Centrocampista | Luis Martínez  | 85'  |
| 13 | Centrocampista | Alan García    | 99'  |
| 14 | Delantero      | Donato Estala  | 117' |

| 21 | Delantero      | Juan Kayser          | 37' |
| 37 | Centrocampista | Mark Andros          | 61' |
| 9  | Delantero      | Nicolás Ankia 99'    | 82' |
| 19 | Centrocampista | Leonardo Carmona 90' | 87' |
| 32 | Centrocampista | Alan Escoto          | 90' |
| 34 | Defensa        | Marlon Campos        | 99' |

| 12' · 32' · 79' | Víctor Lojero Omar Arellano Riverón | 1:0 2:0 3:0 |

| 89' | Pedro Esquivel | 3:1 |

| Acierto de penal · Acierto de penal · Acierto de penal · Acierto de penal | Omar Arellano Riverón Alan García Ramón Maldonado Carlos Gutiérrez |  |

| Acierto de penal · Acierto de penal | Jonathan Espericueta Héctor Preciado |  |

| 5' · 101' | Omar Arellano Riverón Abel Fuentes |

| Principal  | Roberto Ríos Jácome |
| Asistentes | Lixy Enríquez       |
|            | Israel Reyes        |
| Cuarto     | Baruch Absalón      |

| Alineación inicial |

| 30    | POR   | Luis Robles           |      |
| 24    | DEF   | Abel Fuentes          |      |
| 3     | DEF   | Carlos Gutiérrez      |      |
| 5     | DEF   | Javier Santillán      |      |
| 6     | DEF   | Edwin Hernández       |      |
| 23    | MED   | Richard Ruíz          | 99'  |
| 8     | MED   | David Sánchez         | 85'  |
| 11    | MED   | David Ávalos          | 75'  |
| 18    | MED   | Noé Maya              |      |
| 7     | DEL   | Víctor Lojero         | 117' |
| 99    | DEL   | Omar Arellano Riverón |      |
| D. T. | D. T. | Omar Arellano         |      |

| 33    | POR   | Héctor Preciado      |     |
| 3     | DEF   | Giovanni León        |     |
| 4     | DEF   | Néstor Olguín        | 37' |
| 5     | DEF   | Manuel López         |     |
| 6     | DEF   | Obed Martínez        | 82' |
| 14    | DEF   | Alan Araiza          | 61' |
| 8     | MED   | Jonathan Espericueta |     |
| 17    | MED   | Pedro Esquivel       |     |
| 7     | MED   | Moisés Velasco       | 87' |
| 10    | MED   | Christian Bermúdez   |     |
| 40    | DEL   | Carlo Vázquez        |     |
| D. T. | D. T. | Lucas Ayala          |     |

| 9  | Delantero      | Michel Vázquez | 75'  |
| 4  | Centrocampista | Luis Martínez  | 85'  |
| 13 | Centrocampista | Alan García    | 99'  |
| 14 | Delantero      | Donato Estala  | 117' |

| 21 | Delantero      | Juan Kayser          | 37' |
| 37 | Centrocampista | Mark Andros          | 61' |
| 9  | Delantero      | Nicolás Ankia 99'    | 82' |
| 19 | Centrocampista | Leonardo Carmona 90' | 87' |
| 32 | Centrocampista | Alan Escoto          | 90' |
| 34 | Defensa        | Marlon Campos        | 99' |

| 12' · 32' · 79' | Víctor Lojero Omar Arellano Riverón | 1:0 2:0 3:0 |

| 89' | Pedro Esquivel | 3:1 |

| Acierto de penal · Acierto de penal · Acierto de penal · Acierto de penal | Omar Arellano Riverón Alan García Ramón Maldonado Carlos Gutiérrez |  |

| Acierto de penal · Acierto de penal | Jonathan Espericueta Héctor Preciado |  |

| 5' · 101' | Omar Arellano Riverón Abel Fuentes |

| Principal  | Roberto Ríos Jácome |
| Asistentes | Lixy Enríquez       |
|            | Israel Reyes        |
| Cuarto     | Baruch Absalón      |

| Alineación inicial |

| 30    | POR   | Luis Robles           |      |
| 24    | DEF   | Abel Fuentes          |      |
| 3     | DEF   | Carlos Gutiérrez      |      |
| 5     | DEF   | Javier Santillán      |      |
| 6     | DEF   | Edwin Hernández       |      |
| 23    | MED   | Richard Ruíz          | 99'  |
| 8     | MED   | David Sánchez         | 85'  |
| 11    | MED   | David Ávalos          | 75'  |
| 18    | MED   | Noé Maya              |      |
| 7     | DEL   | Víctor Lojero         | 117' |
| 99    | DEL   | Omar Arellano Riverón |      |
| D. T. | D. T. | Omar Arellano         |      |

| 33    | POR   | Héctor Preciado      |     |
| 3     | DEF   | Giovanni León        |     |
| 4     | DEF   | Néstor Olguín        | 37' |
| 5     | DEF   | Manuel López         |     |
| 6     | DEF   | Obed Martínez        | 82' |
| 14    | DEF   | Alan Araiza          | 61' |
| 8     | MED   | Jonathan Espericueta |     |
| 17    | MED   | Pedro Esquivel       |     |
| 7     | MED   | Moisés Velasco       | 87' |
| 10    | MED   | Christian Bermúdez   |     |
| 40    | DEL   | Carlo Vázquez        |     |
| D. T. | D. T. | Lucas Ayala          |     |

| 9  | Delantero      | Michel Vázquez | 75'  |
| 4  | Centrocampista | Luis Martínez  | 85'  |
| 13 | Centrocampista | Alan García    | 99'  |
| 14 | Delantero      | Donato Estala  | 117' |

| 21 | Delantero      | Juan Kayser          | 37' |
| 37 | Centrocampista | Mark Andros          | 61' |
| 9  | Delantero      | Nicolás Ankia 99'    | 82' |
| 19 | Centrocampista | Leonardo Carmona 90' | 87' |
| 32 | Centrocampista | Alan Escoto          | 90' |
| 34 | Defensa        | Marlon Campos        | 99' |

| 12' · 32' · 79' | Víctor Lojero Omar Arellano Riverón | 1:0 2:0 3:0 |

| 89' | Pedro Esquivel | 3:1 |

| Acierto de penal · Acierto de penal · Acierto de penal · Acierto de penal | Omar Arellano Riverón Alan García Ramón Maldonado Carlos Gutiérrez |  |

| Acierto de penal · Acierto de penal | Jonathan Espericueta Héctor Preciado |  |

| 5' · 101' | Omar Arellano Riverón Abel Fuentes |

| Principal  | Roberto Ríos Jácome |
| Asistentes | Lixy Enríquez       |
|            | Israel Reyes        |
| Cuarto     | Baruch Absalón      |

| Alineación inicial |

| Campeón 2020-21        |
| ---------------------- |
|                        |
| Chapulineros de Oaxaca |
| 1° Título              |

## Estadísticas

### Máximos goleadores
Lista con los máximos goleadores del torneo.
- Datos según la página oficial.

Fecha de actualización: 8 de noviembre de 2020
| Posición | Jugador              | Club                   | Goles |
| -------- | -------------------- | ---------------------- | ----- |
| 1º       | Omar Rosas           | San José F. C.         | 5     |
| 2°       | Julio César Atilano  | San José F. C.         | 4     |
| 3º       | Carlos Peña          | C. V. F. Tiburón       | 3     |
| =        | Juan Carlos Martínez | Furia Roja F. C.       | 3     |
| 6º       | Jahir Barraza        | Jalisco                | 2     |
| =        | Luis Menes           | Morelos F. C.          | 2     |
| =        | Aldair dos Santos    | Morelos F. C.          | 2     |
| =        | Alejandro Castillo   | Acapulco F.C.          | 2     |
| =        | Alfonso Nieto        | Neza F. C.             | 2     |
| =        | Víctor Lojero        | Chapulineros de Oaxaca | 2     |
| =        | Jonathan Espericueta | Atlético Veracruz      | 2     |